# Fabrizio Lazzaretti
Fabrizio Lazzaretti (Roma, 1966) è un regista, direttore della fotografia e produttore televisivo italiano.

## Biografia
Negli anni 80 lavora come Filmmaker freelance presso la sede Rai di Londra successivamente si sposta a New York, alla Rai Corporation, con le stesse mansioni. Rientrato in Italia lavora principalmente per Rai 3, realizzando diversi reportage e documentari e collaborando alla trasmissione Report come regista di sedici puntate tra il 1999 e il 2000.
In alcuni dei suoi documentari ha seguito le attività dell'ONG Emergency in Afghanistan, e con Domani torno a casa anche in Sudan. I suoi lavori hanno ricevuto diversi riconoscimenti internazionali e oltre che in Italia sono stati trasmessi all'estero da BBC (UK) - ZDF-Arte (Germania - Francia) - PBS (Stati Uniti) -  TVOntario (Canada) - NPS e VPRO (Olanda) -  YLE TV2 (Finlandia) - Czech TV (Repubblica Ceca ) - TSI (Svizzera) -  TV Catalunya (Spagna) - SBS (Australia).

## Filmografia parziale
- Drug Stories, di Milena Gabanelli e Fabrizio Lazzaretti (1997)
- Vivo a Fang, di Milena Gabanelli e Fabrizio Lazzaretti (1997)
- La vittoria a tutti i costi, di Milena Gabanelli e Fabrizio Lazzaretti (1998)
- Crucifige, regia di Fabrizio Lazzaretti e Alberto Vendemmiati (1998)
- Le voci fuori, regia di Fabrizio Lazzaretti e Alberto Vendemmiati (1998)
- Jung (guerra) - Nella terra dei Mujaheddin (Jung (War) in the Land of the Mujaheddin), regia di Fabrizio Lazzaretti e Alberto Vendemmiati (1999 - 2000)
- Socialmente pericolosi, regia di Fabrizio Lazzaretti (2001)
- Afghanistan: effetti collaterali, regia di Fabrizio Lazzaretti e Alberto Vendemmiati (2001 - 2002)
- Giustizia nel tempo di guerra, regia di Fabrizio Lazzaretti (2003 - 2004)
- Mattintour, regia di Fabrizio Lazzaretti e Paolo Santolini (2005)
- Con l'acqua alla gola, di Fabrizio Lazzaretti (2006)
- Domani torno a casa, regia di Fabrizio Lazzaretti e Paolo Santolini (2007 - 2008)
- Le mani su Palermo, regia di Fabrizio Lazzaretti e Matteo Lena (2008)
- Bianca Neve, di Fabrizio Lazzaretti e Luca Lancise (2009 - 2010)
- Matti da slegare, di Fabrizio Lazzaretti (2011)
- Le mille e una notte, di Fabrizio Lazzaretti e Luca Lancise (2011)

## Riconoscimenti
- Prix Planète et Prix de la Meilleure Image (Festival international du grand reportage et du document d'actualité Lille 1999)
- Silver Wolf Award (IDFA International Documentary Film Festival Amsterdam 2000)
- Actual Award (Barcelona 2000)
- Nestor Almendros Award (Human Rights Watch International Film Festival, New York 2001)
- Audience Award 2nd Runner Up (Hot Docs Toronto 2001)
- Phoenix Award for best documentary (Cologne Conference 2001)
- Special mention of the jury, and Audience Award at the One World Film Festival (Prague 2001)
- Best Feature length Documentary Award at the Vancouver film festival 2001
- Columbine Award for Best Documentary at the Moondance International Film Festival (Colorado, 2001 USA)
- 2001 Freedom of Expression Honor by The U.S. National Board of Review
- 2º Premio - Premio dell'Università di Teramo - Premio giuria del pubblico - (Libero Bizzarri 2001)
- Premio Cipputi Torino Film Festival 2002
- Prize of the Helsinki Foundation for Human Rights 2004 (Warsaw)
- Premio del Festival Internazionale di Cinema della città di Salerno 2008
- Premio Roberto Rossellini 2008
- Cinereach Award 2009 (New York)
- Premio della Critica Ilaria Alpi 2009
- 2º premio miglior lungometraggio - Festival "Un Film per la Pace" (Medea 2011)